# Spider-Man défie le Dragon
Série
La Riposte de l'homme-araignée
(1978)
Pour plus de détails, voir Fiche technique et Distribution.
Spider-Man défie le Dragon (Spider-Man: The Dragon's Challenge) est un film américain monté d'après deux épisodes de la série télévisée américaine The Amazing Spider-Man, inspirée du personnage de comics Spider-Man, réalisé par Don McDougall, sorti en France au cinéma en 1981[réf. souhaitée].

## Synopsis
Min Lo Chan, un diplomate chinois et ancien ami de Jonah Jameson pendant la seconde guerre, doit prouver qu'il n'est pas un traître à sa nation et demande l'aide de son ancien ami pour prouver ses dires. Mais un industriel américain M. Zeider complote car l'homme pourrait compromettre ses projets en Asie. Il envoie ses hommes de main pour enlever sa fille Emily et faire pression sur le politicien. Peter n'aura d'autre choix que de prendre son identité secrète de Spider-Man pour les affronter. Une aventure qui le conduira jusqu'à Hong Kong.

## Fiche technique
Sauf indication contraire, les informations mentionnées dans cette section peuvent être confirmées par la base de données cinématographiques IMDb,  présente dans la section « Liens externes ».
- Titre original : Spider-Man: The Dragon's Challenge
- Titre français : Spider-Man défie le Dragon
- Réalisation : Don McDougall
- Scénariste : Lionel E. Siegel, d'après les personnages de Steve Ditko et Stan Lee
- Musique : Dana Kaproff
- Direction artistique : Julian Sacks
- Décors : Ray Molyneaux
- Photographie : Vincent A. Martinelli
- Son : Bob Sheridan
- Montage : Erwin Dumbrille et Fred Roth
- Production : Lionel E. Siegel
  - Production déléguée : Charles W. Fries et Daniel R. Goodman
- Sociétés de production[1] : Charles Fries Productions
- Sociétés de distribution : Fox Video (États-Unis - VHS)
- Budget : n/a
- Pays de production :  États-Unis
- Langues originales : anglais, cantonais
- Format[2] : couleur - 35 mm - 1,33:1 - son Mono
- Genre : action, aventures, policier, fantastique, science-fiction
- Durée : 92 minutes
- Dates de sortie[3] :
  - États-Unis : 6 juillet 1979
- Classification[4] :
  - États-Unis : ce programme contient des éléments que les parents peuvent considérer inappropriés pour les enfants (TV-PG)

## Distribution
- Nicholas Hammond : Spider-Man / Peter Parker
- Robert F. Simon : J. Jonah Jameson
- Chip Fields : Rita Conway
- Ellen Bry : Julie Masters
- Rosalind Chao : Emily Chan
- Hagan Beggs : Evans
- Richard Erdman : M. Zeider
- John Milford : professeur Roderick Dent / Jonathan Fleming
- Benson Fong : Min Lo Chan
- Anthony Charnota : Quinn
- George Cheung : Docteur Pai
- Tony Clark : Joe
- Ted Danson : major Collings
- Myron Healey : lieutenant Olson
- Michael Mancini : Bertino
- Robert Mayo : Lou
- Arnold F. Turner : Abbott